# 일지매 삼검객
"일지매 삼검객"은 한국에서 제작된 장일호 감독의 1967년 영화이다. 김진규 등이 주연으로 출연하였고 박원석 등이 제작에 참여하였다.

## 출연

### 주연
- 김진규
- 남정임
- 이대엽

## 기타
- 조명: 나승업
- 미술: 박석인